# Kalapodi
Kalapodi (en griego, Καλαπόδι) es un pueblo en el municipio de Locros, Ftiótide, Grecia.
Hay un yacimiento arqueológico a un kilómetro al este del pueblo. Se ha encontrado un antiguo santuario y parece que el culto comenzó al final de la Edad del Bronce y continuó hasta tiempos históricos; hay atestiguado culto en la zona hasta la época imperial romana. Excavaciones recientes han identificado el sitio como el oráculo focense de Apolo de Abas, ya citado por Heródoto. 
Los hallazgos están siendo publicados por el Instituto Arqueológico Alemán en forma de monografías; ya han aparecido dos volúmenes.